# Bourdeilles
Bourdeilles är en kommun i departementet Dordogne i regionen Nouvelle-Aquitaine i sydvästra Frankrike. Kommunen ligger i kantonen Brantôme som tillhör arrondissementet Périgueux. År 2022 hade Bourdeilles 793 invånare.

## Befolkningsutveckling
Antalet invånare i kommunen Bourdeilles
Referens:INSEE